# Chris Gardner

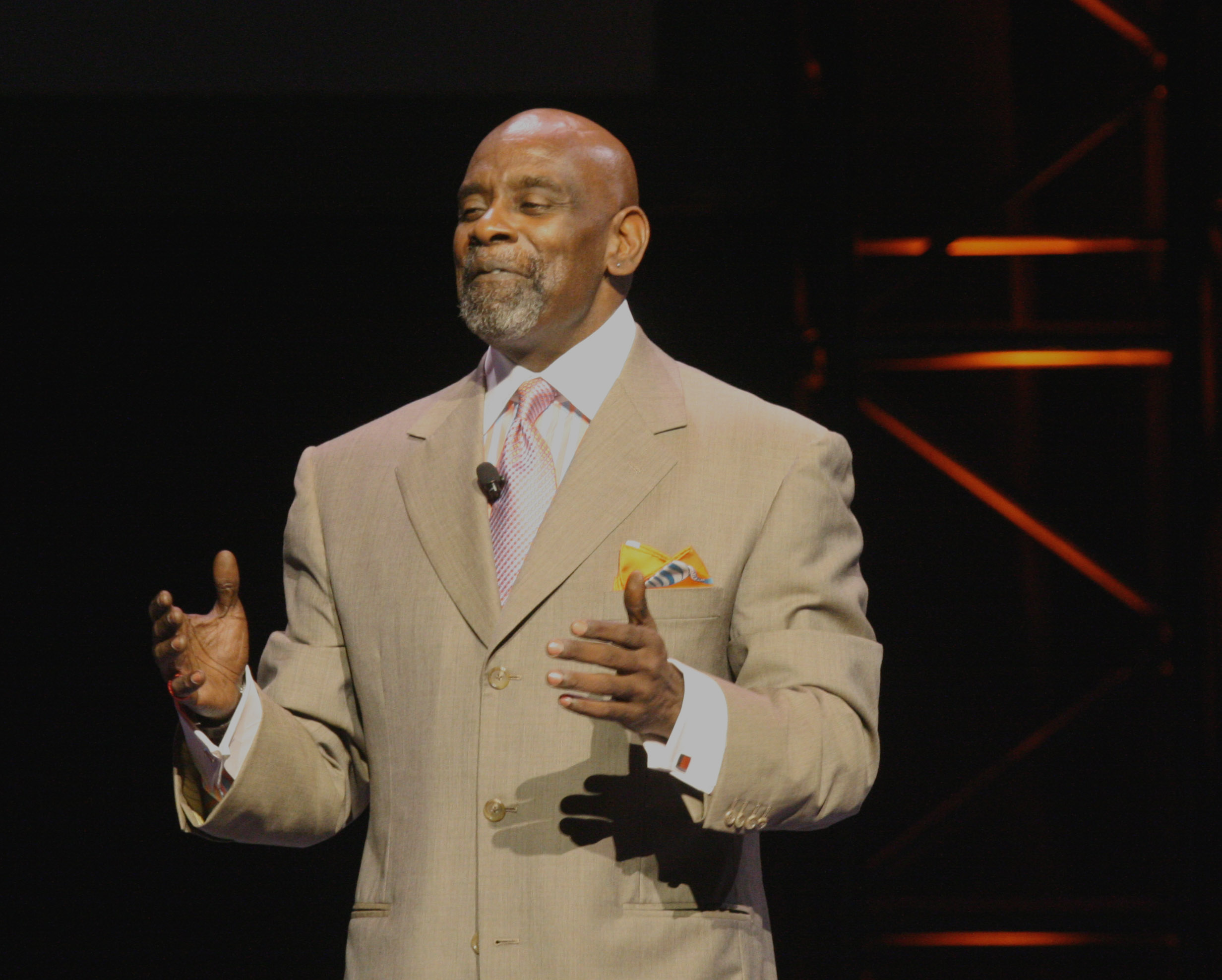
Chris Gardner

Christopher Paul Gardner (ur. 9 lutego 1954 w Milwaukee, Wisconsin) – milioner, inwestor, mówca i filantrop, który dzięki swojej pracowitości i nieustępliwości osiągnął ogromny sukces finansowy. W 2006 roku ukazała się jego autobiografia, skupiająca się na trudnych początkach jego kariery, zatytułowana The pursuit of Happyness (W pogoni za szczęściem – celowo z błędem ortograficznym w słowie happiness), która została niedługo później zekranizowana.

## Wczesne lata
Już wczesne dzieciństwo było bardzo trudne dla przyszłego milionera. Był pozbawiony jakichkolwiek dobrych wzorców osobowych. Wychowywał się z matką i ojczymem, który fizycznie znęcał się nad dziećmi, co zaowocowało ich późniejszymi chronicznymi lękami. Matka natomiast trafiła do więzienia, najpierw za pracę podczas pobierania zasiłku socjalnego, później za próbę zabójstwa swojego męża (o czym dzieci dowiedziały się dopiero kilka lat później, podczas pogrzebu wujka Christophera, który utopił się w rzece Missisipi). 
Mimo wszystko sam Chris twierdzi, że matka była dla niego wzorem, gdyż to właśnie ona zaszczepiła w nim przekonanie, że każdy w życiu musi liczyć tylko na siebie, jeśli chce do czegoś dojść. Gardner zaczynał swoją karierę na polu medycznym, najpierw jako hospital corpsman, tzn. felczer i sanitariusz US Navy, stacjonując w obozie marynarki wojennej. Zdobyte doświadczenie i znajomości pozwoliły mu na zdobycie pracy w szpitalu w San Francisco. Przez dwa lata zdobył wiele umiejętności w zakresie pracy laboratoryjnej i chirurgicznej.

## Bezdomność
Syn Gardnera, Christopher Medina, był owocem jego małżeństwa z Jackie Medina. Nieporozumienia oraz bardzo niskie zarobki Gardnera w szpitalu spowodowały, że żona odeszła od niego wraz z synem. Niedługo później Gardner zupełnie przypadkowo miał okazję poznać jednego z wpływowych i bogatych maklerów Boba Bridgesa, który, będąc pod wrażeniem inteligencji i podejścia do życia Christophera, niejako wprowadził go w biznesowy świat, umawiając go na wiele spotkań z menadżerami biur maklerskich. 
Pierwszym jego sukcesem był udział w bezpłatnym stażu w firmie E.F Hutton. Porzucił wtedy pracę, by zająć się wyłącznie treningiem jako makler. Niedługo później spędził 10 dni w więzieniu. Został ukarany za niepłacenie mandatów za swój źle zaparkowany samochód. Jego determinacja i pracowitość (pojawiał się w biurze wcześnie rano i zostawał do późna, wykonując około 200 telefonów dziennie do klientów) zaowocowała otrzymaniem pracy w firmie. 
Cztery miesiące później była żona oddała Gardnerowi syna, gdyż nie mogła się nim opiekować. Ponieważ w czasie stażu nie otrzymywał wynagrodzenia, wkrótce oszczędności wyczerpały się i Gardner wraz z synem został bezdomny.

## Kariera i bogactwo
Dzięki swojej pracowitości i wytrwałości Chris niedługo później awansował na dobrze zarabiającego, pełnoprawnego przedstawiciela firmy, po to by kilka lat później założyć własną spółkę. Dziś jest on niezwykle bogatym i wpływowym człowiekiem. Udziela się w wielu organizacjach charytatywnych (m.in. na rzecz pomocy ubogim lub wyzwolenia ludności w Afryce). Na początku XXI wieku otrzymał wiele prestiżowych nagród za osiągnięcia finansowe i działania charytatywne.